# Rhinodoras gallagheri
Rhinodoras gallagheri is een straalvinnige vissensoort uit de familie van de doornmeervallen (Doradidae). De wetenschappelijke naam van de soort is voor het eerst geldig gepubliceerd in 2008 door Sabaj Pérez, Taphorn & Castillo G..